# Sonic and the Black Knight
Sonic and the Black Knight is een computerspel dat uitkwam op 3 maart 2009 voor de Wii. Het spel is ontwikkeld door Sonic Team en uitgegeven door Sega.
Het spel is het tweede deel in de Sonic Storybook-serie, en is het vervolg op Sonic and the Secret Rings uit 2007.

## Plot
Sonic and the Black Knight vindt plaats in de wereld van Koning Arthur, en combineert de snelheid van Sonic the Hedgehog met een nieuw systeem van zwaardvechten. Hiervoor wordt de Wii-afstandsbediening gebruikt.

## Gameplay
De gameplay verschilt duidelijk van de traditionele Sonic-spellen door een nieuw element van het zwaardvechten toe te voegen. De gameplay lijkt hierdoor meer op Sonic Unleashed.
Sonic kan in de dorpen met andere figuranten contact leggen, en de daden van de speler worden aan het eind van elk veld beoordeeld. Het vaardigheidssysteem uit Secret Rings is teruggekeerd, maar is aangepast om bekende problemen op te lossen. In het begin is alleen de speelstijl "Knight" beschikbaar, later komen hier "Cavalier" en "Paladin" bij. Elke speelstijl heeft invloed op de snelheid en kracht van het personage.

## Ontvangst
| Recensiescore       | Recensiescore |
| Recensieverzamelaar | Score         |
| ------------------- | ------------- |
| GameRankings        | 55,19%        |
| Metacritic          | 54%           |
| Publicist           | Score         |
| Eurogamer           | 4             |
| Game Informer       | 5             |
| GameSpot            | 4,5           |
| IGN                 | 3,9           |
| Nintendo Life       | 5             |

Sonic and the Black Knight werd matig ontvangen. Het spel heeft op aggregatiewebsite Metacritic een score van 54, op GameRankings een score van 55,19%.
Men prees in recensies het visuele gedeelte van het spel en de algehele presentatie. Ook de muziek was een positief punt. Kritiek was er op de gameplay en de traag reagerende besturing. Daarbij vond men de gevechten te veel in herhaling treden, en de missies te gemakkelijk.